# Pico da Atalaia

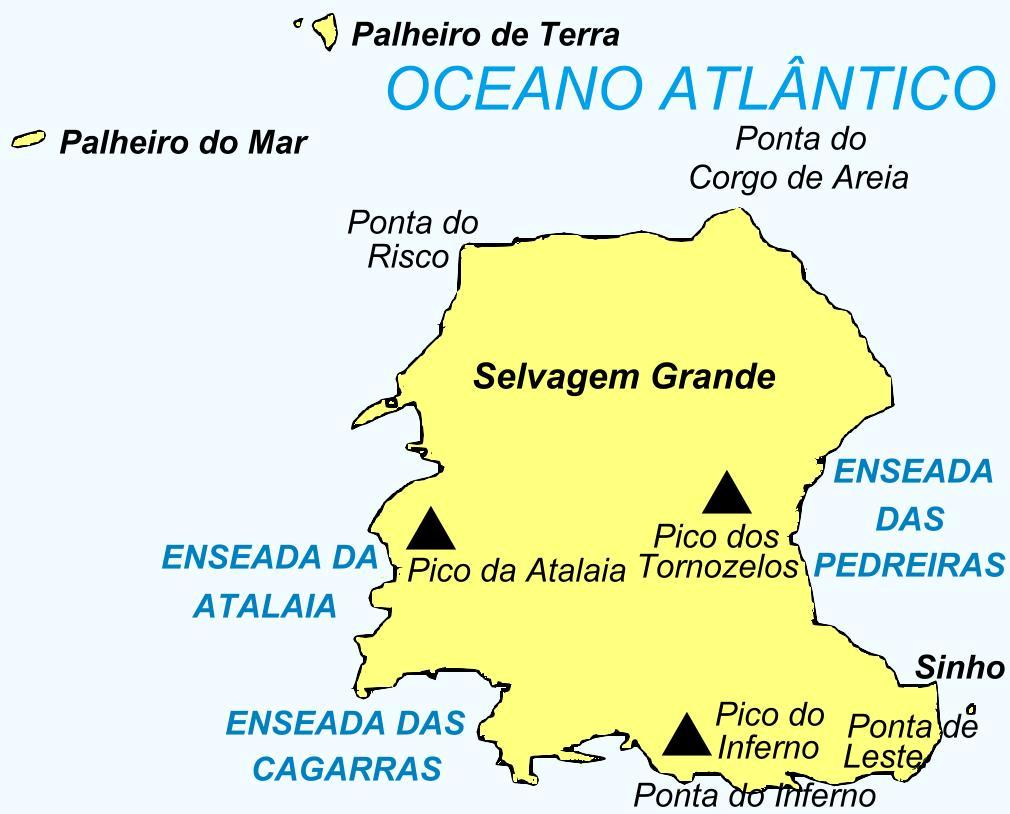
Localização do Pico da Atalaia, na Selvagem Grande, à esquerda.

O Pico da Atalaia é o ponto mais alto da Selvagem Grande, nas ilhas Selvagens (RAM), com cerca de 163 metros de altura. Neste pico, em dias de boa visibilidade, consegue-se avistar, a sul, os 3.718 metros do Pico de Teide, da ilha de Tenerife, nas Canárias.
A 6 de Junho de 1977 foi instalado um farol no cimo deste pico.